# Lista de indicações brasileiras ao Oscar

Os brasileiros Vinícius de Oliveira, Fernanda Montenegro e Walter Salles no tapete vermelho do Oscar de 1999.

Esta é uma lista das indicações brasileiras ao Oscar, que somam 22 nomeações distribuídas em 12 diferentes categorias. Em 2025, o filme Ainda Estou Aqui conquistou a primeira vitória brasileira na história do Oscar. 
Nesta lista, as indicações são apresentadas por categorias (para indicados brasileiros) e por produções (que engloba também coproduções brasileiras sem indicados brasileiros). A primeira nomeação aconteceu no ano de 1945 e a última em 2025.

## Histórico
A estreia do Brasil na maior premiação do cinema mundial ocorreu em 1945, quando a composição “Rio de Janeiro”, do brasileiro Ary Barroso, disputou a estatueta de Melhor Canção Original pelo filme estadunidense Brazil.
Em 1960, o drama ítalo-franco-brasileiro Orfeu Negro - gravado no Brasil, com atores brasileiros e falado em português - venceu o Oscar de Melhor Filme Internacional, mas representando a França, não o Brasil. Já em 1963, o país teve seu próprio representante entre os melhores filmes estrangeiros do ano com a obra O Pagador de Promessas.
A coprodução brasileira Raoni, que mostra a vida do líder indígena brasileiro Raoni Metuktire, disputou a categoria de Melhor Documentário em 1979, sem indicados brasileiros.
Três anos depois, o Brasil voltou a marcar presença na categoria de Melhor Documentário, dessa vez, a brasileira Tetê Vasconcellos concorreu por seu trabalho no documentário estadunidense El Salvador: Another Vietnam. Em 1986, a coprodução brasileira O Beijo da Mulher-Aranha recebeu quatro indicações ao Oscar, incluindo Melhor Diretor para o brasileiro naturalizado Héctor Babenco.
Nos anos 1990, três representantes brasileiros disputaram a estatueta de Melhor Filme Internacional: O Quatrilho (em 1996), O Que É Isso, Companheiro? (em 1998) e Central do Brasil (em 1999), sendo que este último rendeu ainda uma indicação de Melhor Atriz para Fernanda Montenegro.
Em 2001, o cinema brasileiro foi indicado ao Oscar de Melhor Curta-Metragem em Live-Action com Uma História de Futebol. Em 2004, uma surpresa: Cidade de Deus, ignorado como Melhor Filme Internacional no ano anterior, recebeu quatro indicações, entre elas: Melhor Diretor, Melhor Roteiro Adaptado e Melhor Edição. Neste mesmo ano, o brasileiro Carlos Saldanha foi indicado na categoria de Melhor Curta-Metragem de Animação com o curta estadunidense Gone Nutty (2003). No ano seguinte, a coprodução Diários de Motocicleta disputou em duas categorias, e, apesar de nenhum recipiente ter sido brasileiro, a obra foi dirigida pelo carioca Walter Salles (o mesmo responsável por Central do Brasil).
Na década de 2010, duas coproduções brasileiras não-ficcionais, que falam sobre artistas brasileiros, concorreram como Melhor Documentário: Lixo Extraordinário (2011), sobre o artista plástico paulista Vik Muniz; e O Sal da Terra (2015), sobre o fotógrafo mineiro Sebastião Salgado. Esta última contou com o brasileiro Juliano Salgado entre os indicados. Em 2012, a dupla de brasileiros Sérgio Mendes e Carlinhos Brown disputaram o prêmio de Melhor Canção Original com a composição "Real in Rio" para a animação estadunidense Rio. Na edição do Oscar 2016, O Menino e o Mundo, de Alê Abreu, foi nomeado a Melhor Filme de Animação, tornando-se a primeira produção brasileira indicada nesta categoria. Já em 2018, a animação estadunidense Ferdinand, dirigida por Saldanha, levou uma indicação a Melhor Animação, no mesmo ano em que a coprodução envolvendo vários países, Me Chame pelo Seu Nome, foi indicada em quatro categorias em que nenhum brasileiro figurava entre os nomeados.
Em 2020, Democracia em Vertigem, de Petra Costa e Tiago Pavan, foi indicado na categoria de Melhor Documentário. Dois anos depois, o brasileiro Pedro Kos esteve entre os indicados a Melhor Documentário de Curta-Metragem com o filme estadunidense Lead Me Home. Por fim, em 2025, Ainda Estou Aqui foi indicado nas categorias de Melhor Filme, Melhor Atriz para Fernanda Torres (repetindo o feito da mãe, Fernanda Montenegro, também com um filme de Walter Salles) e Melhor Filme Internacional. Ao vencer nesta última categoria, o Brasil conquistou a sua primeira estatueta na história do Oscar.

## Por categorias
A seguir, a lista de filmes por categorias em que ao menos um dos indicados à categoria é brasileiro.

### Melhor Filme
| Melhor Filme |                  |                                      |           |                                                           |
| Ano          | Título           | Indicado(s)                          | Resultado | Notas                                                     |
| 2025         | Ainda Estou Aqui | Maria Carlota Bruno Rodrigo Teixeira | Indicado  | Primeiro filme falado em português indicado na categoria. |

### Melhor Direção
| Melhor Direção |                          |                    |           |                                                                  |
| Ano            | Título                   | Indicado(s)        | Resultado | Notas                                                            |
| 1986           | O Beijo da Mulher Aranha | Héctor Babenco     | Indicado  | Babenco nasceu na Argentina e naturalizou-se brasileiro em 1977. |
| 2004           | Cidade de Deus           | Fernando Meirelles | Indicado  | [ 11 ]                                                           |

### Melhor Atriz
| Melhor Atriz |                   |                     |           | |
| Ano          | Título            | Indicado(s)         | Resultado | Notas |
| 1999         | Central do Brasil | Fernanda Montenegro | Indicado  | Primeira latino-americana a ser indicada para melhor atriz e primeira atriz a ser indicada por um papel em língua portuguesa. |
| 2025         | Ainda Estou Aqui  | Fernanda Torres     | Indicado  | Filha de Fernanda Montenegro, ambas se tornaram a segunda dupla mãe e filha a ser indicada a melhor atriz.                    |

### Melhor Roteiro Adaptado
| Melhor Roteiro Adaptado |                |                   |           |                                                 |
| Ano                     | Título         | Indicado(s)       | Resultado | Notas                                           |
| 2004                    | Cidade de Deus | Bráulio Mantovani | Indicado  | ㅤ ㅤ ㅤ ㅤ ㅤ ㅤ ㅤ ㅤ ㅤ ㅤ ㅤ ㅤ ㅤ ㅤ ㅤ ㅤ |

### Melhor Filme de Animação
| Melhor Filme de Animação |                    |                 |           |                                                     |
| Ano                      | Título             | Indicado(s)     | Resultado | Notas                                               |
| 2016                     | O Menino e o Mundo | Alê Abreu       | Indicado  | [ 16 ]                                              |
| 2018                     | Ferdinand          | Carlos Saldanha | Indicado  | Saldanha foi indicado junto à produtora Lori Forte. |

### Melhor Filme Internacional
| Melhor Filme Internacional |                            |                |           |                                                            |
| Ano                        | Título                     | Direção        | Resultado | Notas                                                      |
| 1963                       | O Pagador de Promessas     | Anselmo Duarte | Indicado  | Primeira produção brasileira a receber indicação ao Oscar. |
| 1996                       | O Quatrilho                | Fábio Barreto  | Indicado  | [ 7 ]                                                      |
| 1998                       | O Que É Isso, Companheiro? | Bruno Barreto  | Indicado  | [ 8 ]                                                      |
| 1999                       | Central do Brasil          | Walter Salles  | Indicado  | [ 9 ]                                                      |
| 2025                       | Ainda Estou Aqui           | Walter Salles  | Venceu    | Primeira produção brasileira a vencer um Oscar.            |

### Melhor Documentário de Longa Metragem
| Melhor Documentário de Longa Metragem |                              |                         |           | |
| Ano                                   | Título                       | Indicado(s)             | Resultado | Notas |
| 1982                                  | El Salvador: Another Vietnam | Tetê Vasconcellos       | Indicado  | Vasconcellos foi a primeira diretora do Brasil indicada ao Oscar. Foi indicada junto ao diretor Glenn Silber.    |
| 2015                                  | O Sal da Terra               | Juliano Salgado         | Indicado  | Salgado é um diretor brasileiro nascido na França. Foi indicado junto aos produtores Wim Wenders e David Rosier. |
| 2020                                  | Democracia em Vertigem       | Petra Costa Tiago Pavan | Indicado  | Costa e Pavan foram indicados juntamente aos produtores Joanna Natasegara e Shane Boris.                         |

### Melhor Documentário de Curta Metragem
| Melhor Documentário de Curta Metragem |              |             |           |                                              |
| Ano                                   | Título       | Indicado(s) | Resultado | Notas                                        |
| 2022                                  | Lead Me Home | Pedro Kos   | Indicado  | Kos foi indicado junto ao diretor Jon Shenk. |

### Melhor Curta Metragem emLive Action
| Melhor Curta Metragem em Live Action |                         |                |           |                                                    |
| Ano                                  | Título                  | Indicado(s)    | Resultado | Notas                                              |
| 2001                                 | Uma História de Futebol | Paulo Machline | Indicado  | ㅤ ㅤ ㅤ ㅤ ㅤ ㅤ ㅤ ㅤ ㅤ ㅤ ㅤ ㅤ ㅤ ㅤ ㅤ ㅤ ㅤ |

### Melhor Curta Metragem de Animação
| Melhor Curta Metragem de Animação |            |                 |           | |
| Ano                               | Título     | Indicado(s)     | Resultado | Notas |
| 2004                              | Gone Nutty | Carlos Saldanha | Indicado  | Primeiro curta de animação dirigido por um diretor latino-americano indicado nesta categoria. Saldanha foi indicado junto ao produtor John C. Donkin. |

### Melhor Canção Original
| Melhor Canção Original |        |                  |                               |           | |
| Ano                    | Título | Canção           | Indicado(s)                   | Resultado | Notas |
| 1945                   | Brazil | "Rio de Janeiro" | Ary Barroso                   | Indicado  | Primeiro compositor brasileiro e latino-americano a ser indicado. Foi indicado junto ao compositor Ned Washington.                                                              |
| 2012                   | Rio    | "Real in Rio"    | Sergio Mendes Carlinhos Brown | Indicado  | Primeiros dois compositores brasileiros indicados juntos. Brown foi o primeiro compositor negro latino a ser indicado. Foram indicados juntamente à compositora Siedah Garrett. |

### Melhor Edição
| Melhor Edição |                |                |           |                                                 |
| Ano           | Título         | Indicado(s)    | Resultado | Notas                                           |
| 2004          | Cidade de Deus | Daniel Rezende | Indicado  | ㅤ ㅤ ㅤ ㅤ ㅤ ㅤ ㅤ ㅤ ㅤ ㅤ ㅤ ㅤ ㅤ ㅤ ㅤ ㅤ |

## Por produções
A seguir, uma lista em ordem cronológica incluindo todos os filmes que envolvam coproduções brasileiras e indicados brasileiros ao Oscar.
Cabe ressaltar que, apesar de quatro coproduções brasileiras já terem conquistado a estatueta do Oscar, nenhum dos prêmios foi creditado a brasileiros. A primeira vitória, de fato, só veio a ocorrer em 2025, com o filme Ainda Estou Aqui vencendo a categoria de Melhor Filme Internacional.
Recipientes que não possuem cidadania brasileira são indicados com uma dupla cruz (‡) e com um plano de fundo cinza no resultado.
| Ano  | Filme                        | Categoria                                        | Recipiente(s)                                                      | Resultado | Produção                                                                             | Ref.          |
| ---- | ---------------------------- | ------------------------------------------------ | ------------------------------------------------------------------ | --------- | ------------------------------------------------------------------------------------ | ------------- |
| 1945 | Brazil                       | Melhor Canção Original para "Rio de Janeiro"     | Ary Barroso ‡ Ned Washington                                       | Indicado  | Estados Unidos                                                                       | [ 1 ] [ 30 ]  |
| 1960 | Orfeu Negro                  | Melhor Filme Internacional                       | ‡ França                                                           | Venceu    | Brasil · França · Itália                                                             | [ 2 ] [ 31 ]  |
| 1963 | O Pagador de Promessas       | Melhor Filme Internacional                       | Brasil                                                             | Indicado  | Brasil                                                                               | [ 3 ] [ 31 ]  |
| 1979 | Raoni                        | Melhor Documentário                              | ‡ Jean-Pierre Dutilleux ‡ Barry Williams ‡ Michel Gast             | Indicado  | Bélgica · Brasil · França                                                            | [ 4 ] [ 31 ]  |
| 1982 | El Salvador: Another Vietnam | Melhor Documentário                              | ‡ Glenn Silber Tetê Vasconcellos                                   | Indicado  | Estados Unidos                                                                       | [ 5 ] [ 30 ]  |
| 1986 | O Beijo da Mulher-Aranha     | Melhor Filme                                     | ‡ David Weisman                                                    | Indicado  | Brasil · Estados Unidos                                                              | [ 6 ] [ 31 ]  |
| 1986 | O Beijo da Mulher-Aranha     | Melhor Diretor                                   | Héctor Babenco                                                     | Indicado  | Brasil · Estados Unidos                                                              | [ 6 ] [ 31 ]  |
| 1986 | O Beijo da Mulher-Aranha     | Melhor Ator                                      | ‡ William Hurt                                                     | Venceu    | Brasil · Estados Unidos                                                              | [ 6 ] [ 31 ]  |
| 1986 | O Beijo da Mulher-Aranha     | Melhor Roteiro Adaptado                          | ‡ Leonard Schrader                                                 | Indicado  | Brasil · Estados Unidos                                                              | [ 6 ] [ 31 ]  |
| 1996 | O Quatrilho                  | Melhor Filme Internacional                       | Brasil                                                             | Indicado  | Brasil                                                                               | [ 7 ] [ 31 ]  |
| 1998 | O Que É Isso, Companheiro?   | Melhor Filme Internacional                       | Brasil                                                             | Indicado  | Brasil                                                                               | [ 8 ] [ 31 ]  |
| 1999 | Central do Brasil            | Melhor Atriz                                     | Fernanda Montenegro                                                | Indicado  | Brasil · França                                                                      | [ 9 ] [ 31 ]  |
| 1999 | Central do Brasil            | Melhor Filme Internacional                       | Brasil                                                             | Indicado  | Brasil · França                                                                      | [ 9 ] [ 31 ]  |
| 2001 | Uma História de Futebol      | Melhor Curta-metragem em Live-action             | Paulo Machline                                                     | Indicado  | Brasil                                                                               | [ 10 ] [ 31 ] |
| 2004 | Cidade de Deus               | Melhor Diretor                                   | Fernando Meirelles                                                 | Indicado  | Brasil                                                                               | [ 11 ] [ 31 ] |
| 2004 | Cidade de Deus               | Melhor Roteiro Adaptado                          | Bráulio Mantovani                                                  | Indicado  | Brasil                                                                               | [ 11 ] [ 31 ] |
| 2004 | Cidade de Deus               | Melhor Fotografia                                | ‡ César Charlone                                                   | Indicado  | Brasil                                                                               | [ 11 ] [ 31 ] |
| 2004 | Cidade de Deus               | Melhor Edição                                    | Daniel Rezende                                                     | Indicado  | Brasil                                                                               | [ 11 ] [ 31 ] |
| 2004 | Gone Nutty                   | Melhor Curta-metragem de Animação                | Carlos Saldanha ‡ John C. Donkin                                   | Indicado  | Estados Unidos                                                                       | [ 11 ] [ 30 ] |
| 2005 | Diários de Motocicleta       | Melhor Roteiro Adaptado                          | ‡ José Rivera                                                      | Indicado  | Argentina · Alemanha · Brasil · Chile · Estados Unidos · França · Peru · Reino Unido | [ 12 ]        |
| 2005 | Diários de Motocicleta       | Melhor Canção Original para Al otro lado del río | ‡ Jorge Drexler                                                    | Venceu    | Argentina · Alemanha · Brasil · Chile · Estados Unidos · França · Peru · Reino Unido | [ 12 ]        |
| 2011 | Lixo Extraordinário          | Melhor Documentário                              | ‡ Lucy Walker ‡ Angus Aynsley                                      | Indicado  | Brasil · Reino Unido                                                                 | [ 13 ] [ 31 ] |
| 2012 | Rio                          | Melhor Canção Original para "Real in Rio"        | Sérgio Mendes Carlinhos Brown ‡ Siedah Garrett                     | Indicado  | Estados Unidos                                                                       | [ 15 ] [ 30 ] |
| 2015 | O Sal da Terra               | Melhor Documentário                              | Juliano Salgado ‡ Wim Wenders ‡ David Rosier                       | Indicado  | Brasil · França · Itália                                                             | [ 14 ] [ 31 ] |
| 2016 | O Menino e o Mundo           | Melhor Filme de Animação                         | Alê Abreu                                                          | Indicado  | Brasil                                                                               | [ 16 ] [ 31 ] |
| 2018 | Me Chame pelo Seu Nome       | Melhor Filme                                     | ‡ Peter Spears ‡ Luca Guadagnino ‡ Emilie Georges ‡ Marco Morabito | Indicado  | Brasil · Estados Unidos · França · Itália                                            | [ 17 ]        |
| 2018 | Me Chame pelo Seu Nome       | Melhor Ator                                      | ‡ Timothée Chalamet                                                | Indicado  | Brasil · Estados Unidos · França · Itália                                            | [ 17 ]        |
| 2018 | Me Chame pelo Seu Nome       | Melhor Roteiro Adaptado                          | ‡ James Ivory                                                      | Venceu    | Brasil · Estados Unidos · França · Itália                                            | [ 17 ]        |
| 2018 | Me Chame pelo Seu Nome       | Melhor Canção Original para Mystery of Love      | ‡ Sufjan Stevens                                                   | Indicado  | Brasil · Estados Unidos · França · Itália                                            | [ 17 ]        |
| 2018 | Ferdinand                    | Melhor Filme de Animação                         | Carlos Saldanha ‡ Lori Forte                                       | Indicado  | Estados Unidos                                                                       | [ 17 ] [ 30 ] |
| 2020 | Democracia em Vertigem       | Melhor Documentário                              | Petra Costa ‡ Joanna Natasegara ‡ Shane Boris Tiago Pavan          | Indicado  | Brasil                                                                               | [ 18 ] [ 31 ] |
| 2022 | Lead Me Home                 | Melhor Documentário de Curta-Metragem            | Pedro Kos ‡ Jon Shenk                                              | Indicado  | Estados Unidos                                                                       | [ 19 ] [ 30 ] |
| 2025 | Ainda Estou Aqui             | Melhor Filme                                     | Maria Carlota Bruno Rodrigo Teixeira                               | Indicado  | Brasil · França                                                                      | [ 20 ] [ 31 ] |
| 2025 | Ainda Estou Aqui             | Melhor Atriz                                     | Fernanda Torres                                                    | Indicado  | Brasil · França                                                                      | [ 20 ] [ 31 ] |
| 2025 | Ainda Estou Aqui             | Melhor Filme Internacional                       | Brasil                                                             | Venceu    | Brasil · França                                                                      | [ 20 ] [ 31 ] |

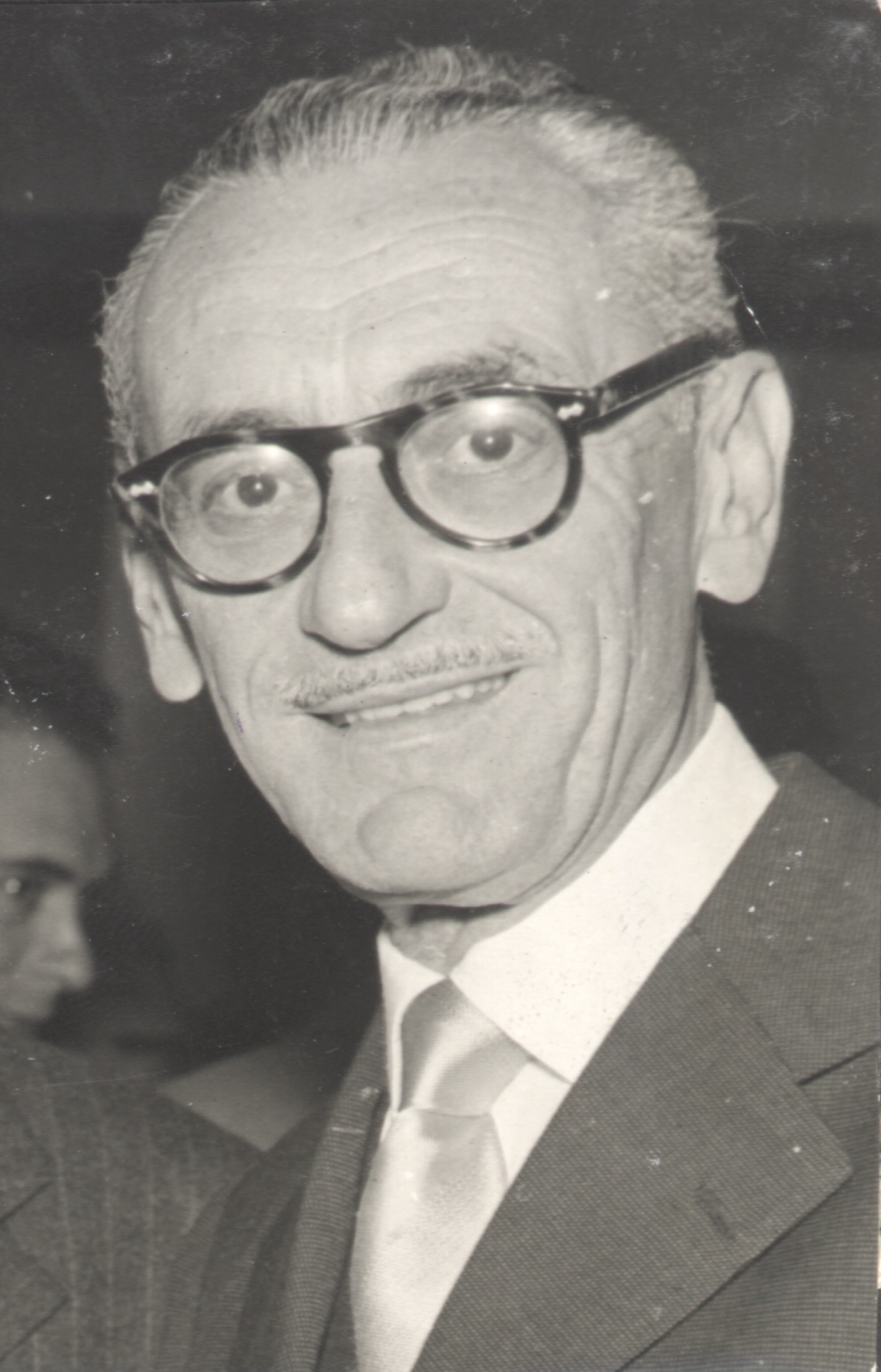
Ary Barroso, compositor da trilha de Brazil.
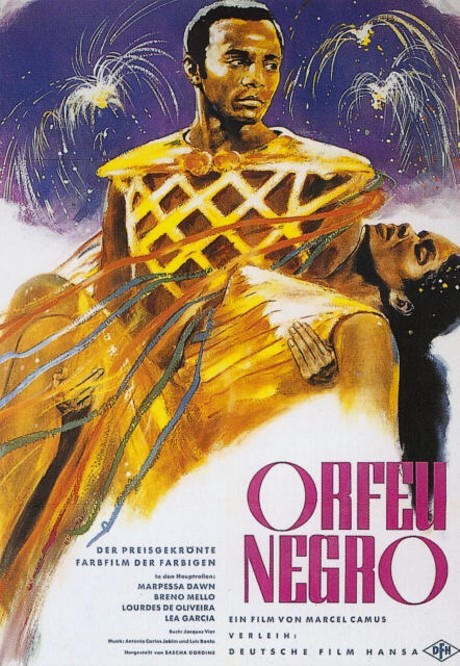
Pôster de Orfeu Negro.
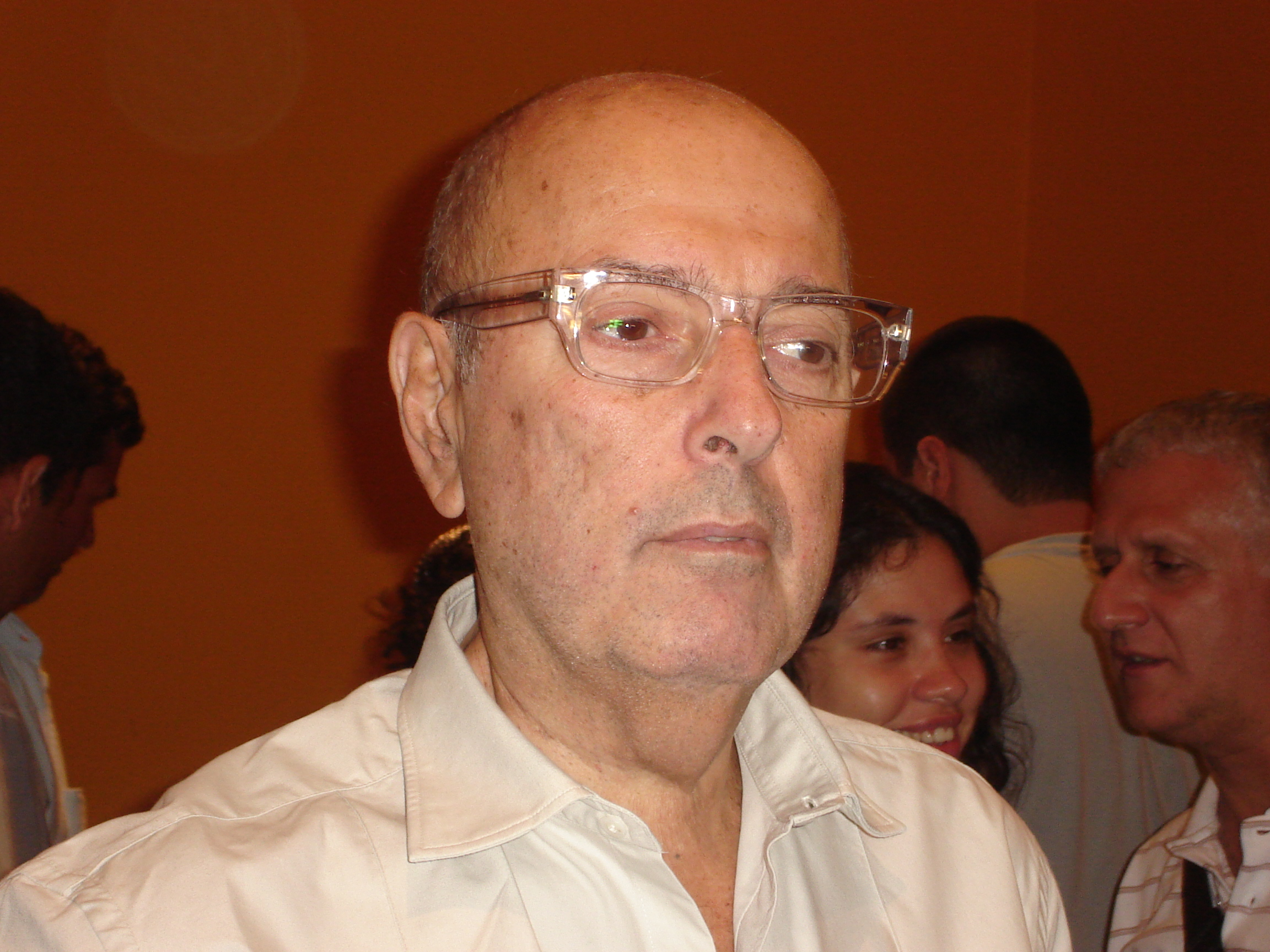
Héctor Babenco, diretor de O Beijo da Mulher-Aranha.
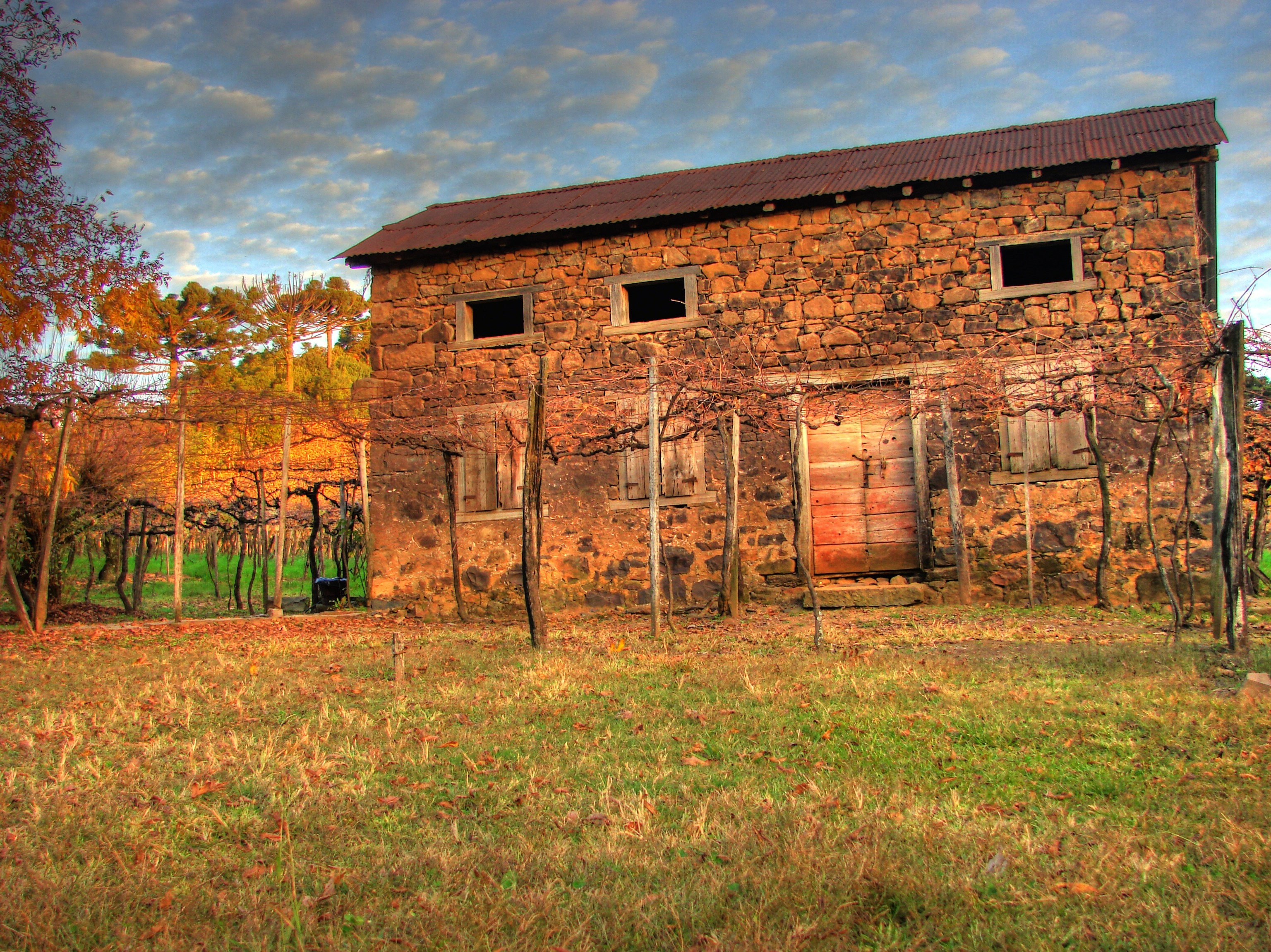
Casa Strapazzon, um dos cenários de O Quatrilho.
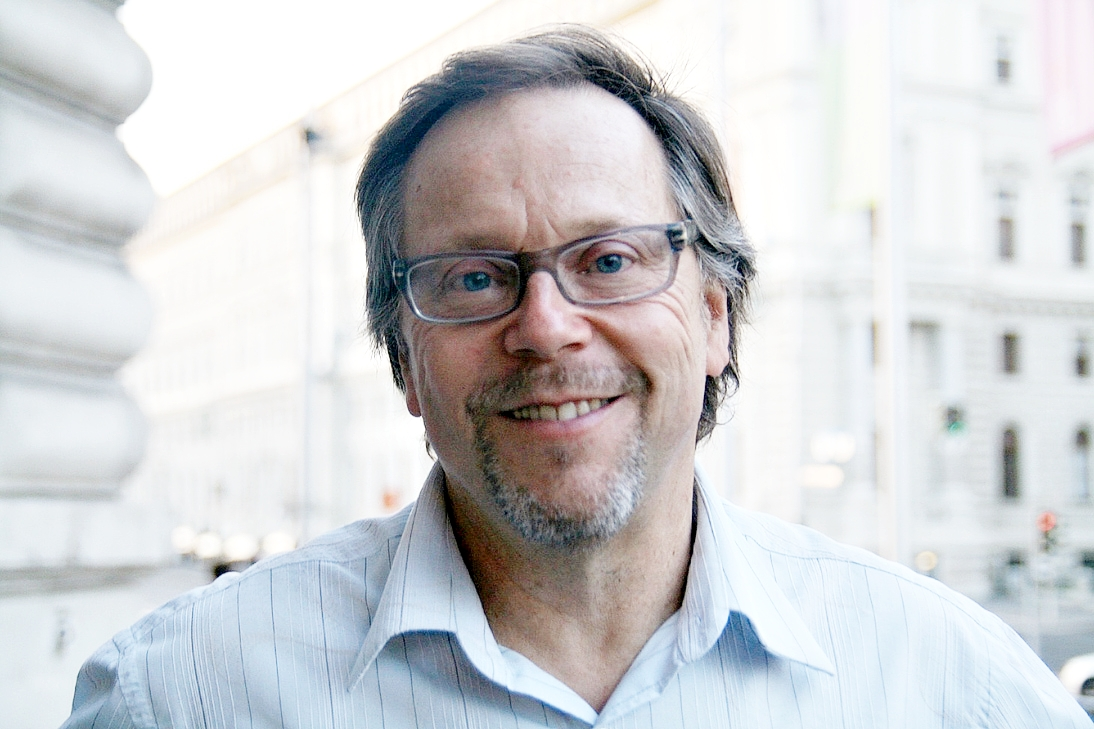
Fernando Meirelles, diretor de Cidade de Deus.
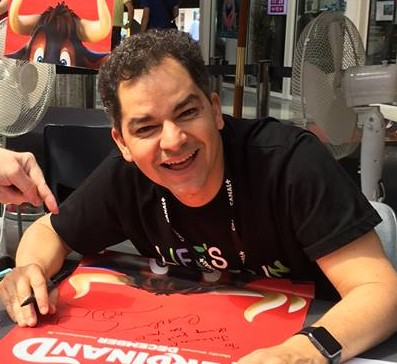
Carlos Saldanha, diretor de Ice Age, Gone Nutty, Rio e Ferdinand.
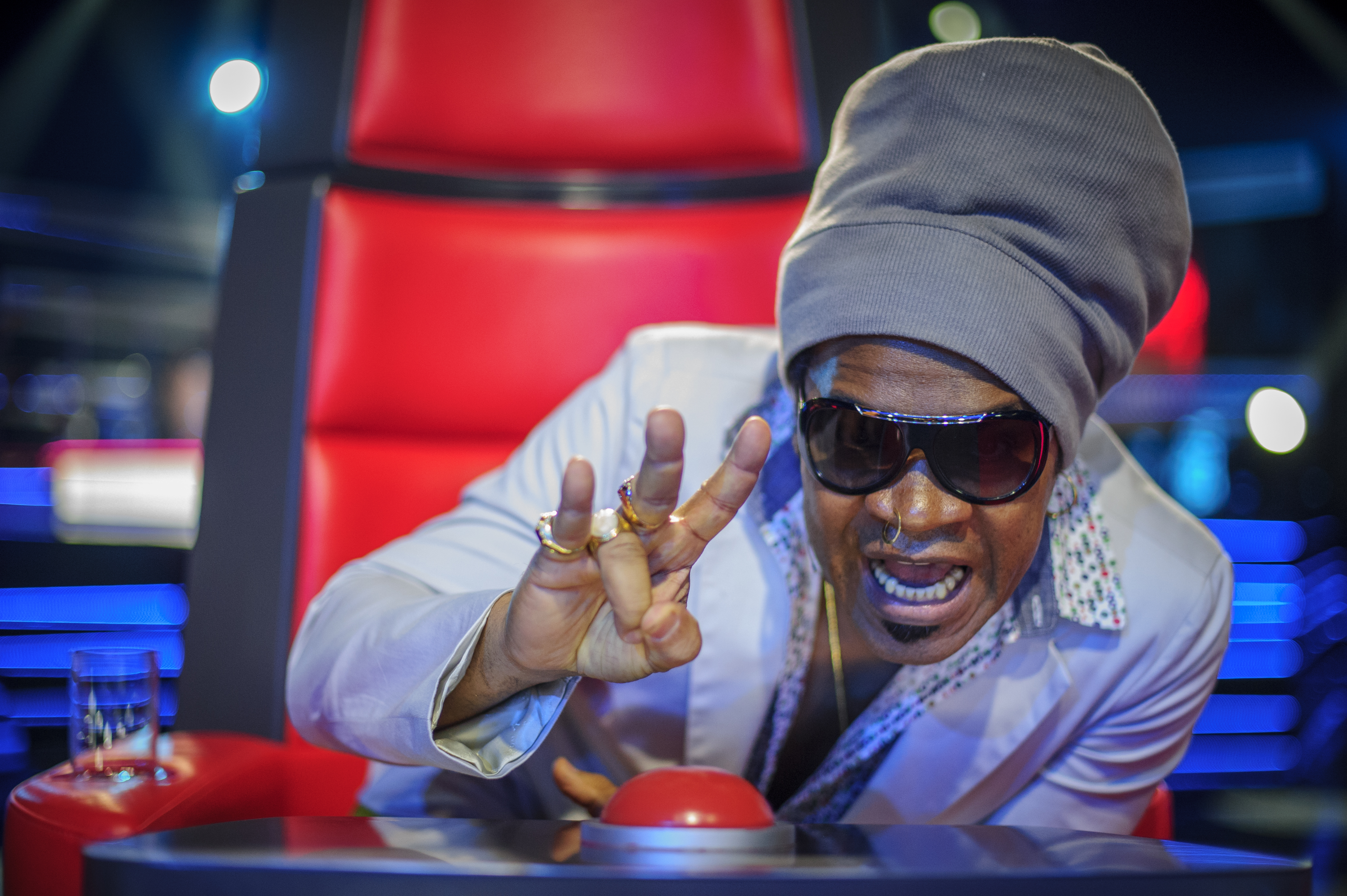
Carlinhos Brown, compositor da trilha de Rio.
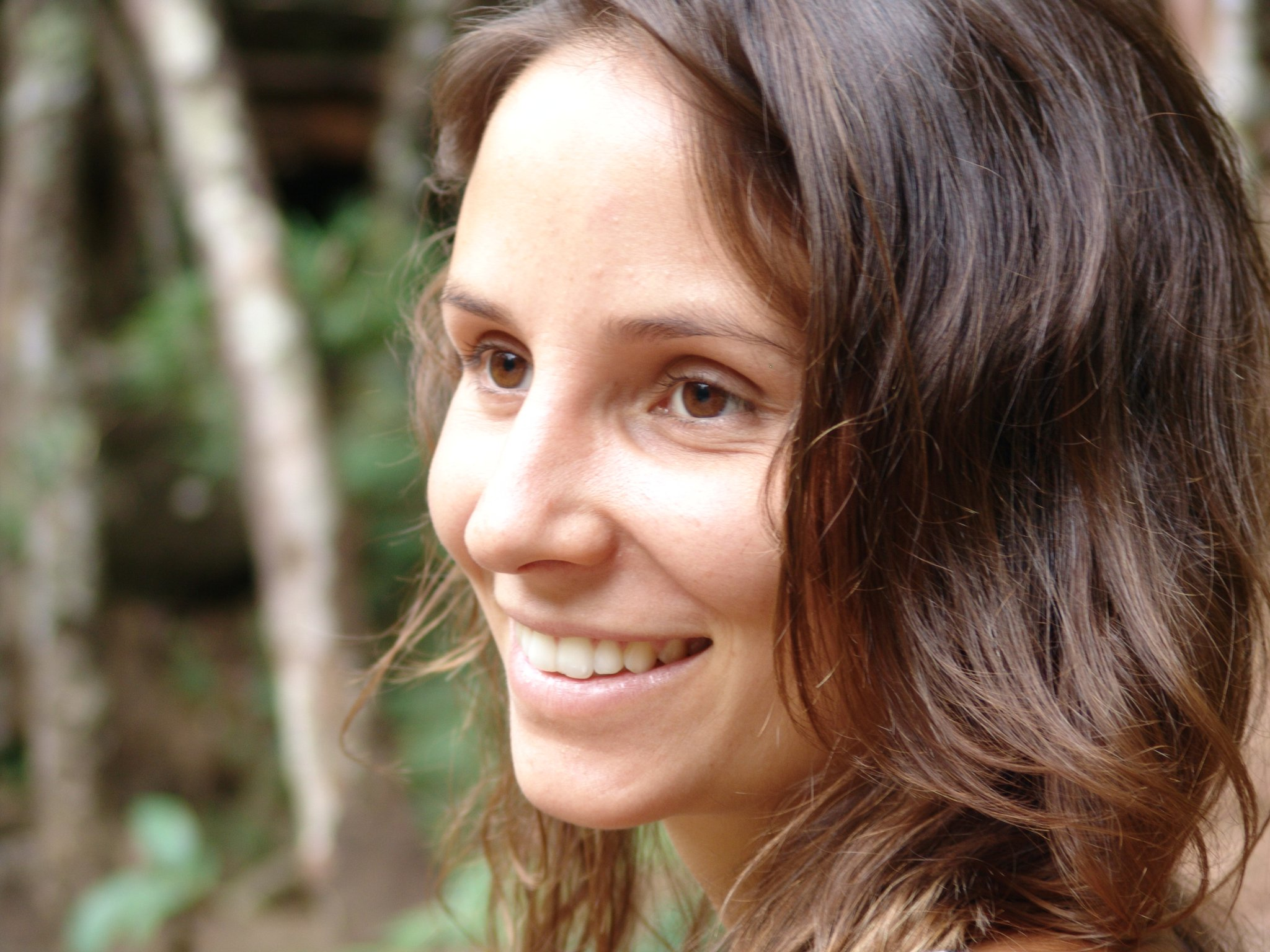
Petra Costa, diretora de Democracia em Vertigem.
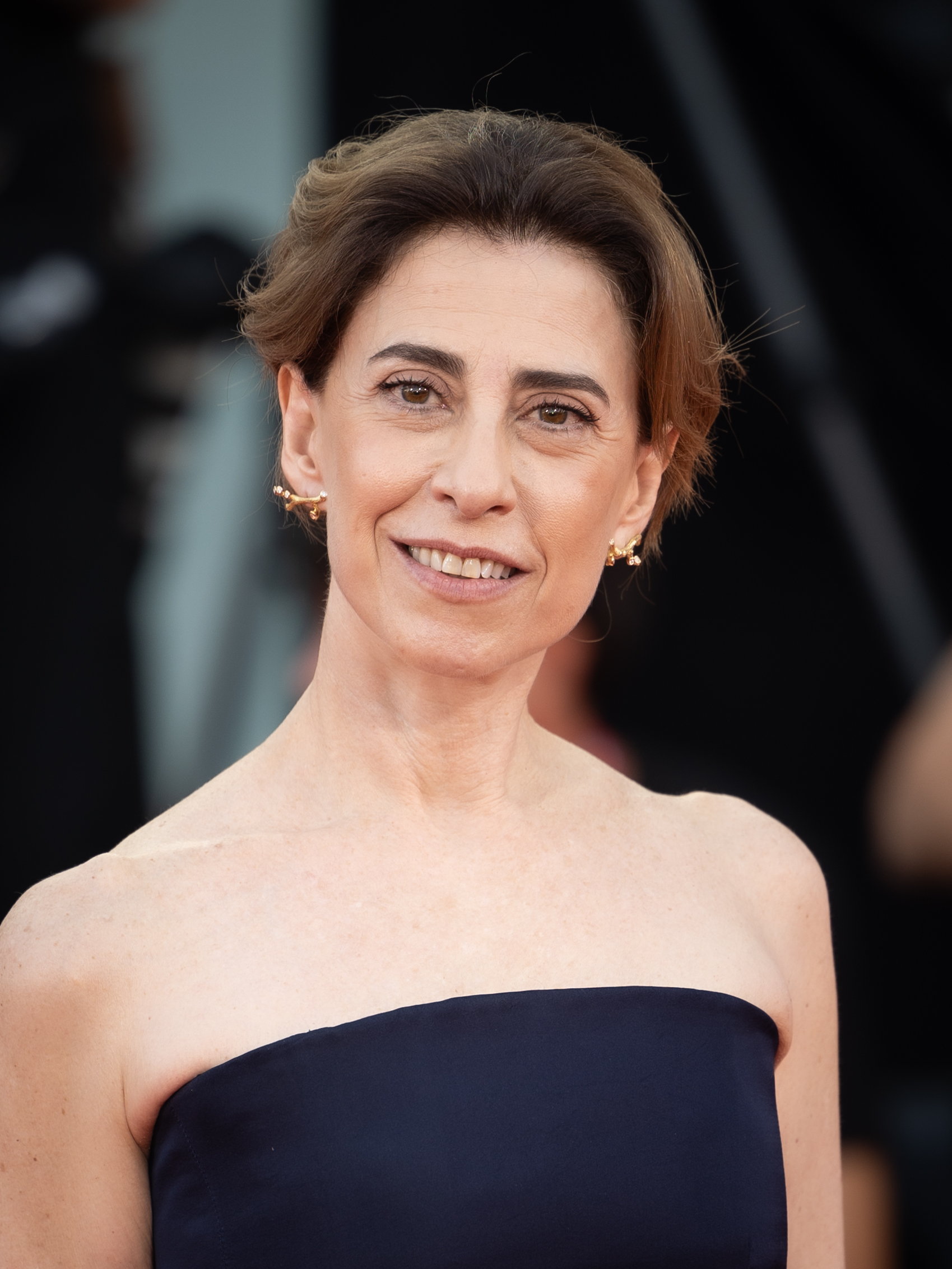
Fernanda Torres, atriz de Ainda Estou Aqui.

## Outras informações

### Elegibilidade
Para ser considerado elegível aos prêmios, os filmes produzidos no Brasil devem atender aos critérios da Academia de Artes e Ciências Cinematográficas. No caso da categoria de Melhor Filme Internacional, o filme deve passar por uma comissão oficial do Brasil e ser escolhido como o representante do país. Além disso, ele deve ser produzido majoritariamente por brasileiros, ser exibido nos cinemas locais por no mínimo sete dias consecutivos até um determinado período do ano anterior à cerimônia do Oscar ou estrear em festivais e não conter mais de 50% de seus diálogos em inglês. Algumas categorias como as dedicadas a curtas-metragens e documentários têm regras específicas. Para ser elegível nas categorias principais, os filmes devem ser exibidos nos cinemas de Los Angeles, Califórnia, Estados Unidos, até a meia-noite de 31 de dezembro do ano anterior à cerimônia do Oscar, permanecendo em cartaz por no mínimo sete dias consecutivos e possuir cópias legendadas em inglês. A maioria dos filmes brasileiros são inelegíveis ao Oscar, uma vez que não costumam ser exibidos nos cinemas norte-americanos.
Cabe ressaltar que as regras podem mudar 
de uma edição para outra, bem como em momentos excepcionais como o da Pandemia de COVID-19.

### Votantes brasileiros
Diversos profissionais de cinema brasileiros foram convidados para se tornarem membros da Academia de Artes e Ciências Cinematográficas e podem enviar seu voto para definir os indicados e vencedores do Oscar. Até a edição do Oscar 2024, podiam votar: José Padilha, Sônia Braga, Anna Muylaert, Alê Abreu, Walter Salles, Fernando Meirelles, Fernanda Montenegro, João Moreira Salles, Lula Carvalho, Sérgio Mendes, Bruno Barreto, Kleber Mendonça Filho, Cacá Diegues, Affonso Beato, Heloísa Passos, Karim Aïnouz, Rodrigo Santoro, Petra Costa, Carolina Markowicz, Selton Mello, Alice Braga, Anita Rocha da Silveira, Carlinhos Brown, Daniel Rezende, Pedro Kos, Carlos Saldanha, Wagner Moura, Laís Bodanzky, entre outros.

### Performances de brasileiros em cerimônias

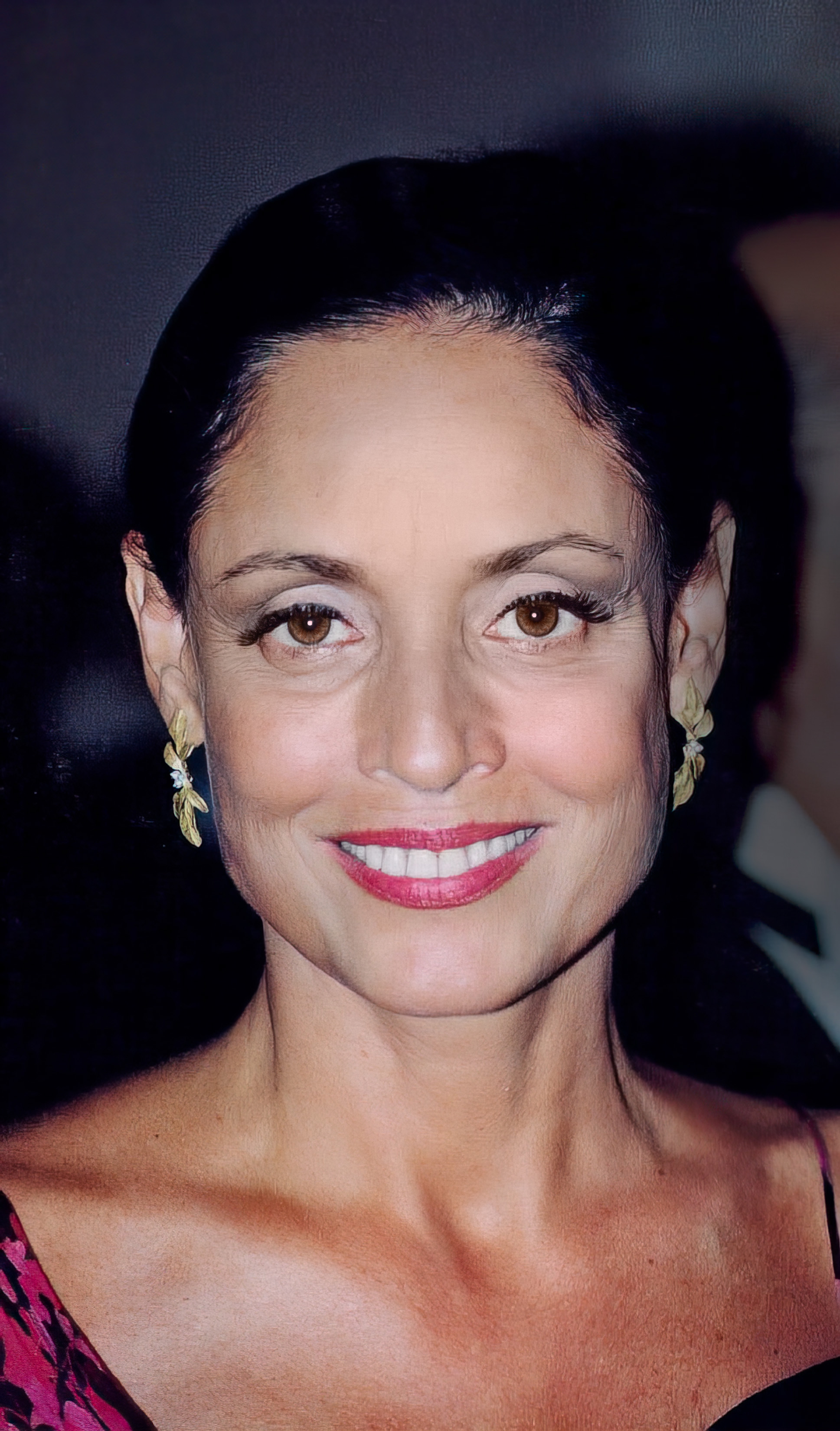
Sônia Braga foi a única brasileira a apresentar uma categoria no Oscar, em 1987.

- Na 40.ª cerimônia do Oscar (1968), o cantor brasileiro Sérgio Mendes & Brasil '66 perfomaram a canção "The Look of Love", que faz parte da trilha sonora do filme Casino Royale e concorreu a Melhor Canção Original. Em 2012, o próprio Mendes veio a disputar essa mesma categoria com a canção "Real in Rio", do filme Rio.[41]
- Na 59.ª cerimônia do Oscar (1987), a atriz brasileira Sônia Braga apresentou, ao lado do ator norte-americano Michael Douglas, a categoria de Melhor Curta-metragem em Live-action.[42] Em uma interação bilíngue com Douglas, Sônia Braga chegou a mandar uma mensagem aos brasileiros, dizendo: "Estou com muitas saudades" em português.[43]
- Na 75.ª cerimônia do Oscar (2003), o cantor brasileiro Caetano Veloso perfomou, ao lado da cantora mexicana Lila Downs, a canção "Burn it Blue", que faz parte da trilha sonora do filme Frida e concorreu a Melhor Canção Original.[44]

### Campanhas

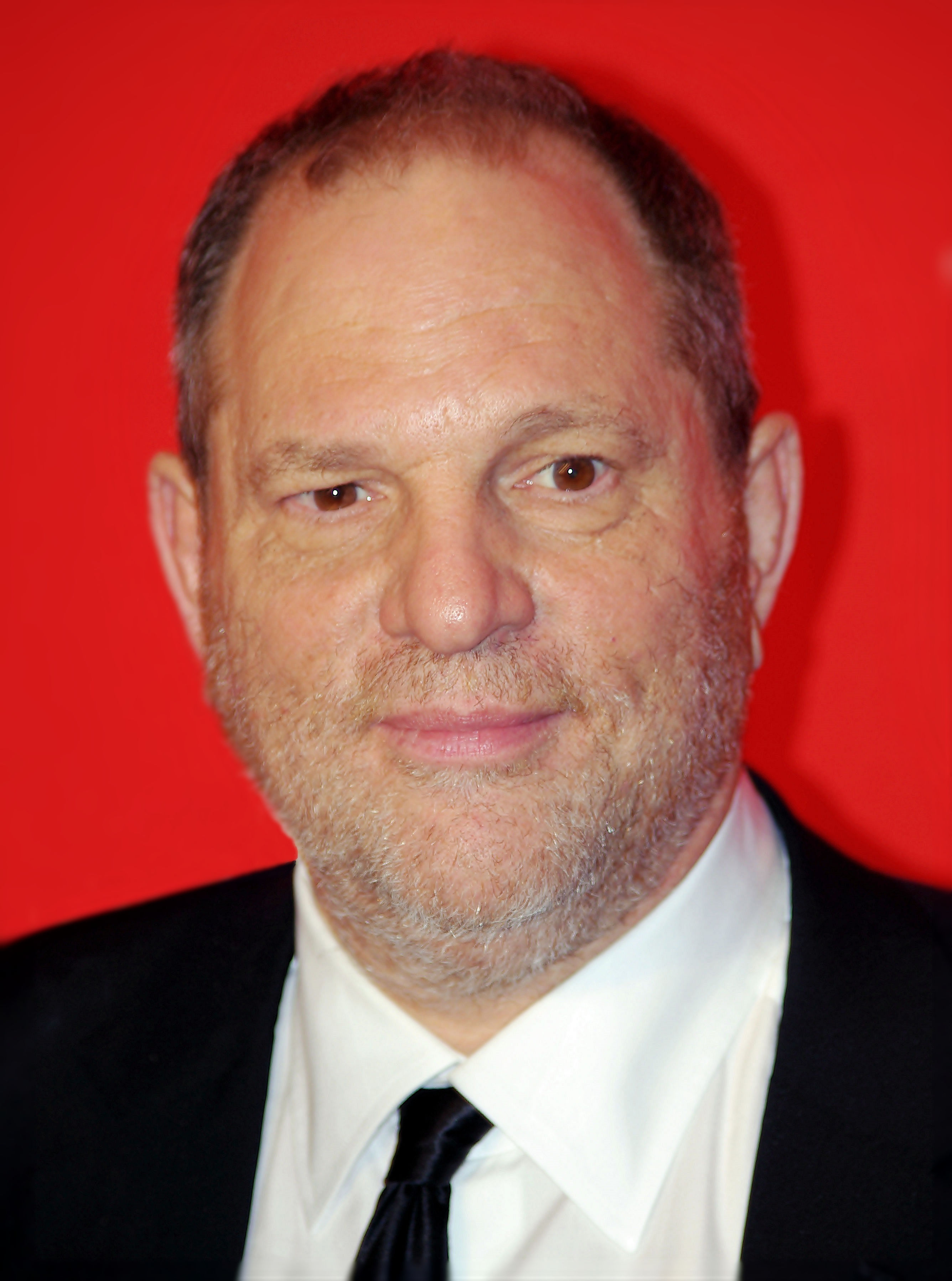
Harvey Weinstein, um dos fundadores da Miramax, empresa responsável pelas indicações de O Que É Isso, Companheiro? e Cidade de Deus, bem como pelas derrotas de Central do Brasil.

O Oscar é uma votação e, como tal, elege os filmes que conseguem chamar a atenção dos votantes. Anúncios em revistas, chamadas em emissoras de televisão, eventos e screeners para os membros da Academia são fundamentais para obter indicações ao Oscar. Em 2008, o governo brasileiro criou, através da Ancine, o "Programa de Apoio ao Oscar" e, até 2018, liberava recursos financeiros para serem usados nas campanhas de divulgação dos representantes brasileiros ao Oscar de Melhor Filme Internacional.
Abaixo, informações das campanhas de algumas produções brasileiras indicadas ao Oscar:
O Quatrilho
Os filmes brasileiros que tentam uma vaga para o Oscar de Melhor Filme Internacional são escolhidos anualmente por uma comissão formada por profissionais da indústria cinematográfica nacional, porém, após o então presidente Fernando Collor de Mello decretar o fim da Embrafilme, o Brasil ficou sem uma comissão para indicar seu representante de 1996. Foi então que uma comissão independente foi montada, com o filme O Quatrilho, produzido por Lucy Barreto e seu marido Luiz Carlos Barreto e dirigido pelo filho caçula do casal, Fábio Barreto, tendo sido o selecionado. Uma vez selecionado como representante brasileiro, a família Barreto tratou de providenciar uma poderosa campanha de divulgação do filme nos Estados Unidos, a começar pela contratação de um experiente lobistas do Oscar, o agente Lloyd Leitzig, que já havia sido responsável pela indicação de outros três filmes na categoria de Filme Estrangeiro. O Quatrilho ganhou distribuição internacional da Pandora Pictures, a mesma que distribuiu o mexicano Como Água Para Chocolate, indicado a diversos prêmios como Bafta e Globo de Ouro. Para dar maior visibilidade ao filme, foram inseridos anúncios publicitários (totalizando seis) nas revistas Variety e Hollywood Reporter; além de chamadas nos intervalos da programação das emissoras de televisão aberta CBS, NBC e ABC. O ponto forte da campanha, entretanto, foi o apoio do influente cineasta Steven Spielberg para promover o filme. O cineasta norte-americano tornou-se uma espécie de "padrinho" de O Quatrilho, elogiando a produção brasileira para a imprensa. Spielberg era próximo dos Barreto naquele momento —a sua ex-esposa, Amy Irving, estava para se casar com Bruno Barreto. O Quatrilho perdeu o Oscar para o drama holandês Antonia, da First Look Pictures.
O Que é Isso, Companheiro?
Dois anos depois da indicação de O Quatrilho, outro filme da família Barreto foi selecionado para representar o Brasil na disputa pelo Oscar de Melhor Filme Internacional: O Que É Isso, Companheiro?, dirigido por Bruno Barreto, o irmão mais velho de Fábio Barreto. Logo após ser selecionado como representante brasileiro, os produtores deixaram a cargo da Miramax, à época a distribuidora mais influente no Oscar, a tarefa de promover o filme no mercado americano. Foram investidos US$ 1 milhão de dólares em marketing e publicidade, o que incluía anúncios em jornais e revistas, comerciais em emissoras de televisão e até o lançamento de um livro do político Fernando Gabeira em que a obra foi baseada. Um ponto forte a favor do filme foi ter em seu elenco o norte-americano Alan Arkin, indicado ao Oscar de Melhor Ator em 1967 e 1969. O fato da produção brasileira ter no elenco um ator indicado a dois Oscars, pode ter atraído a atenção dos membros da Academia. Além disso, o trailer do filme foi adaptado para os padrões norte-americanos.  Apesar do lobby da Miramax, o filme brasileiro foi derrotado pelo holandês Karakter, distribuído pela Sony.
Central do Brasil
Central do Brasil venceu o Urso de Ouro no Festival de Berlim, o que, por si só, aumentou as chances de indicação ao Oscar de Melhor Filme Internacional, uma vez que a maioria dos contemplados na categoria costumam passar antes por festivais europeus. Segundo o jornalista Hugo Sukman, do O Globo, diariamente saíam anúncios do filme no jornal norte-americano The New York Times e, além disso, os atores norte-americanos Gregory Peck e Jennifer Jones foram contratados para fazer a campanha para Fernanda Montenegro. Os produtores também fizeram diversos anúncios nas revistas Variety e Hollywood Reporter, onde convidavam os membros da Academia para assistir ao filme e a considerá-lo para os prêmios principais. Cerca de um mês e meio antes da cerimônia do Oscar, Fernanda Montenegro participou do Late Show with David Letterman, um dos programas de maior audiência da TV norte-americana, adquirindo, assim, maior visibilidade naquele país. Ao final, a Sony Pictures Classics, distribuidora de Central do Brasil, nos Estados Unidos, investiu cerca de US$ 1 milhão de dólares em publicidade. Por outro lado, a Miramax investiu US$ 12 milhões de dólares na divulgação de La Vita è Bella, conquistando três estatuetas para a produção italiana, incluindo a de Melhor Filme Internacional. O suíço Arthur Cohn, responsável pela produção de Central do Brasil, afirmou em entrevista concedida após a cerimônia: "Temos aí uma prova de que os milhões de dólares investidos pela Miramax fizeram de "A Vida É Bela" um enorme sucesso comercial. E, infelizmente, o dinheiro, mais uma vez, acabou influenciando no resultado da noite passada". Fernanda Montenegro perdeu a estatueta de Melhor Atriz para a atuação de Gwyneth Paltrow em Shakespeare in Love, outro filme distribuído pela Miramax.
Cidade de Deus
Cidade de Deus foi escolhido para representar o Brasil na categoria de Melhor Filme Internacional no Oscar 2003, mas acabou ficando de fora da disputa. Essa ausência, pode ser explicada pelos poucos recursos que os produtores brasileiros tinham para a divulgação da obra; além da temática do filme que envolve violência, crimes e tráfico de drogas, o que segundo a imprensa, não teria agradado aos membros conservadores do Oscar. Entretanto, indicações para o filme ainda eram possíveis devido a uma brecha do regulamento da Academia, que dizia: "Filmes indicados para a categoria de Melhor Filme Internacional não poderão ser elegíveis para concorrer em outras categorias do ano subsequente. Filmes enviados que não foram indicados para Melhor Filme Internacional são elegíveis para concorrer em outras categorias no ano subsequente, desde que iniciem seus períodos de qualificação de sete dias em Los Angeles durante o calendário daquele ano". Sabendo disso, a Miramax, que havia comprado os diretos de exibição internacional do filme, lançou Cidade de Deus no circuito comercial norte-americano em janeiro de 2003, tornando a obra elegível para as categorias regulares da cerimônia de 2004. A Miramax investiu pesadamente na divulgação da obra nos Estados Unidos e a lançou em 108 salas, levando mais de 1 milhão de espectadores norte-americanos aos cinemas. A partir daí, a empresa fez um grande lobby para a indicação do filme ao Oscar, que incluiu o apoio de artistas como Quentin Tarantino e Matt Damon. Após as indicações, Fernando Meirelles, diretor do filme, reconheceu os esforços da distribuidora norte-americana e fez elogios ao então presidente da Miramax, Harvey Weinstein: "Agora o Harvey está dizendo que se arrepende de não ter tentando colocar Cidade de Deus na categoria de melhor filme. [...] "O cara conhece o mercado, tem influência e é bom de estratégia", disse ele. Cidade de Deus perdeu o prêmio de Melhor Fotografia para Master and Commander: The Far Side of the World, da Miramax, enquanto que nas demais categorias foi derrotado por The Lord of the Rings: The Return of the King, da New Line Cinema.
O Menino e o Mundo
O Menino e o Mundo venceu o prêmio principal do Festival de Annecy, o que despertou o interesse da GKIDS, a maior distribuidora de filmes de animação independentes nos Estados Unidos. A GKIDS é conhecida por conseguir que diversos filmes de animação estrangeiros e de baixo orçamento disputem o Oscar com grandes estúdios. Dentre os filmes que a empresa emplacou no Oscar, estão o francês Une vie de chat, o espanhol Chico & Rita, o irlandês Song of the Sea e o japonês Omoide no Marnie. Embora tenha sido lançado no Brasil em 2014, O Menino e o Mundo só chegou aos cinemas norte-americanos no ano seguinte, qualificando-se para a cerimônia do Oscar 2016. Após a indicação, os produtores do filme encontraram dificuldades para o financiamento da campanha e recorreram a uma "vaquinha" online, onde foram arrecadados R$ 100 mil por meio de doações. O filme, no entanto, acabou sendo derrotado por Inside Out, da Walt Disney Studios Motion Pictures.

### Representantes brasileiros ao Oscar de Melhor Filme Internacional
Todos os anos o Brasil escolhe um longa-metragem para passar pelo processo seletivo da Academia, que seleciona os cinco indicados ao prêmio de Melhor Filme Internacional. Até a edição do Oscar 2021, 50 filmes brasileiros já haviam sido inscritos, quatro deles conseguiram ser indicados, mas nenhum ganhou. Os filmes que representaram o país nas últimas edições do Oscar foram: Hoje Eu Quero Voltar Sozinho (2015), Que Horas Ela Volta? (2016), Pequeno Segredo (2017), Bingo: O Rei das Manhãs (2018), O Grande Circo Místico (2019), A Vida Invisível (2020) e Babenco - Alguém Tem que Ouvir o Coração e Dizer: Parou (2021). Atualmente, o candidato brasileiro é selecionado por uma comissão montada pela Academia Brasileira de Cinema (ABC).

### Recordes e feitos
- Ary Barroso foi o primeiro compositor latino-americano a ter uma composição indicada ao Oscar de Melhor Canção Original.[65]
- Orfeu Negro (apesar de ter representado um país europeu) foi o primeiro filme latino-americano indicado ao Oscar de Melhor Filme Internacional, e o primeiro filme de língua portuguesa a vencer o prêmio.[66]
- O Beijo da Mulher-Aranha foi o primeiro filme latino-americano indicado ao Oscar de Melhor Filme.[65]
- Héctor Babenco foi o primeiro latino-americano indicado ao Oscar de Melhor Diretor.[67]
- Fernanda Montenegro foi a primeira latino-americana indicada ao Oscar de Melhor Atriz.[65]
- Fernanda Montenegro e Fernanda Torres se tornaram o primeiro duo de mãe e filha atrizes latino-americanas a ser indicadas na categoria de Melhor Atriz.[68]
- Gone Nutty, do brasileiro Carlos Saldanha, foi o primeiro curta dirigido por um latino-americano a disputar o Oscar de Melhor Curta-metragem de Animação.[65]
- O Menino e o Mundo foi o primeiro filme latino-americano indicado ao Oscar de Melhor Filme de Animação.[69]

### Curiosidades
- As primeiras artistas brasileiras convidadas para uma cerimônia do Oscar de que se tem notícia foram as irmãs Carmen e Aurora Miranda, que estiveram presente na 13ª edição da premiação, em 1941.[70]
- Além das indicações brasileiras, já foram indicadas ao Oscar diversas produções estrangeiras que têm como temática principal o Brasil, dentre as quais a comédia musical norte-americana Flying Down to Rio[71], a aventura franco-italiana L'Homme de Rio[72] e o documentário alemão Alvorada - Aufbruch in Brasilien.[73]